# ArcelorMittal Construction
ArcelorMittal Construction (AMC) este o companie multinațională producătoare de materiale de construcții metalice, parte a gigantului ArcelorMittal.

## ArcelorMittal Construction România
Compania, denumită anterior Kontirom, are trei divizii - ARCLAD (producător de panouri termoizolante, table cutate), ARVAL (producător de structuri metalice) și ARMAT (producător de țiglă metalică și jgheaburi).